# ドイチェ・フースバルマイスターシャフト1921-1922
ドイチェ・フースバルマイスターシャフト 1921-1922 はドイツサッカー協会によって開催された第15回目のクラブチーム全国大会である。ハンブルガーSVと1.FCニュルンベルクの決勝戦は初戦・再試合とも決着がつかないまま終了し、DFBは再試合打ち切り時にピッチ上の人数が多かったHSVを、今季のドイチャー・フースバルマイスターと宣言。しかし圧力と抗議を受けてHSVはトロフィーを返還し、その後DFBの最終決定により王者なしのシーズンとなった。マイスターシャーレにはHSVとニュルンベルク双方の名前が1921-22年度マイスターとして刻まれてはいるが、両クラブとも獲得タイトルのリストに含めていない。

## 概要
今シーズンは抗議と論争に特徴づけられるものとなり、挙句の果てにドイツ王者が決定しないまま終了するという結果を招いた。
北東部王者を決めるバルティッシェ・フースバルマイスターシャフト1921-1922では、またも王者とDM出場クラブが異なるというカオスが発生した。決勝リーグを終えてFCティタニア・シュッティンとVfBケーニヒスベルクは同率首位であったため、優勝決定戦が行われケーニヒスベルクが1-0で勝った (1922年4月20日)のだが、決勝点のPKにシュテッティンがクレームをつけて再試合に持ち込み、3-0で勝って優勝・全国出場を決めた (5月15日)。その後、これに今度はケーニヒスベルクがクレームをつけ、今季北東部王者は最初の決定戦に勝ったケーニヒスベルクに変更されたが、北東部王者を変更するには遅すぎたのである。
政治的問題が発生した南東ドイツのズュートオストドイチェ・フースバルマイスターシャフト1921-1922でも、王者とDM出場クラブが一致しなかった。決勝リーグはFCヴィクトリア・フォルスト、フェアアイヒニテ・ブレスラウアー・シュポルトフロインデ、FCプロイセン・カトヴィッツの3クラブが同勝ち点・首位タイのまま終了し、優勝決定プレーオフが行われることになった。しかしカトヴィッツ (カトヴィツェ) のポーランド帰属が決定したことから、FCプロイセン・カトヴィッツが参加困難となり、一時離脱。
その間にまずDM出場クラブ決定戦が残り2クラブの間で行われ、ヴィクトリア・フォルストがブレスラウアーに6-1で勝って出場権を獲得 (5月14日)。その後ブレスラウアーが復帰したカトヴィッツを準決勝で破り (6月25日)、さらに決勝シードされたフォルストも下して南東部王者となった (9月3日)。不可抗力もあったにせよ、北東部と同じような抗議合戦が南東部のプレーオフでも多く見られた。
西部王者を決めるヴェストドイチェ・マイスターシャフト1921-1922でも、ピッチ外での抗議によってピッチ上の結果が覆された。決勝リーグを終えてケルナーBC01とアルミニア・ビーレフェルトが同率首位であり、その後ケルナーが優勝決定戦を2-1で制した。しかし、その後4位エッセナーTB (シュバルツ＝ヴァイス・エッセン) から2-2で引き分けたケルナー戦で「相手が出場資格のないスコットランド人選手を起用していた」という抗議がなされた。結果を覆そうと企むビーレフェルトにそそのかされての行動である。
主催者の西部ドイツ競技協会はこれを受けて試合結果取り消し・再試合を命じるも、納得いかないケルナーが再試合をボイコット。試合はエッセナーの不戦勝となり、そのぶんケルナーは勝ち点1をマイナスされた為に決勝リーグ二位に修正され、優勝決定戦も無かった事とされた。よって、ビーレフェルトが勝ち点一差で決勝リーグ単独首位、西部王者・DM出場という結果に書き換えられたのである。

## 勝者なき決勝戦
決勝戦に勝ち上がったのは二連覇中の1．FCニュルンベルクと、初優勝を目指す北部王者ハンブルガーSV。会場には、1916年ベルリンオリンピックの会場となるはずだったドイチェス・シュタディオンが、初めて選ばれた。規定の90分を終えて2-2の同点、スコアレスに終わった延長戦を含め計189分にも及んだ死闘は、日没による視界不良のため21時2分に打ち切られた。判断を下したのはペコ・バウヴェンス主審だが、直接的には観衆からの「やめろ」 (Aufhören)という声によるものだった。スタンドからも何が起こっているのか見えないほど、辺りが暗くなっていたのである。
再試合は七週間後、ライプツィヒのプロプスタイダー・シュタディオン (現ブルーノ＝プラッヒェ＝シュタディオン)で開催された。前回を上回る六万人の大観衆が見つめる中、またも1-1の同点で規定の90分が終了。その時点で、ニュルンベルクは暴力行為による退場者 (ヴィリ・ベス)と負傷退場者 (アントン・クーグラー)を一名ずつ出して、9人になっていた。
延長戦突入後、さらにハイナー・トゥレクがファウルで退場処分、ルイトポルト・ポップが負傷退場して、ニュルンベルクは試合成立不能な7人まで減った。バウヴェンス主審はポップの負傷退場が確定した延長ハーフタイムに終了の笛を吹いたが、後に明らかになるように、決して正しい判断とは言えなかった。
たしかにサッカー競技規則では、片方のチームの人数が8人以下にまで減った場合は、試合は打ち切られ「なければならない」。だがしかし、「ハーフタイム中に打ち切ってはならない」という記述もあるからだ。
ドイツサッカー協会は1922年11月の年次総会において、賛成多数によりハンブルガーSVをドイチャーマイスターとして正式認定した。しかしDFBからトロフィーを自主返還するよう求められ、不平を漏らしながらもHSVはこれに応じた。詳しい事情はいまだ不明である。
ちなみにこの2クラブは、それぞれ所属地域において「前回王者特権」を享受している。ドイツ王者として既に全国出場権を得ていたニュルンベルクは、南部のズュートドイチェ・フースバルマイスターシャフト1921-1922で早期敗退した。決勝トーナメントにつながる5つの予選ブロックのひとつベツィルク・バイエルンの、さらにその中の3つのブロックのひとつクライスリーガ・ノルトバイエルンの決勝で、SpVggフュルトに敗れた。
ハンブルガーSVも北部のノルトドイチェ・マイスターシャフト1921-1922において、6つの予選ブロックの一つアルスター・クライスで3位に終わった。しかし決勝リーグ進出枠は、各ブロック1位に加えて前回王者枠もあったので、HSVはこの権利で勝ち上がり、最終的に決勝リーグを制した。

### その他の統括団体
DFBとは別個に、今年も労働者体操・スポーツ協会が全国大会を開催し、VfLライプツィヒ＝シュテッテリッツが優勝した。ドイツ青年活力は開催記録が途絶えた。

## 出場クラブ[2]
| クラブ                           | 出場資格                                                          |
| FCティタニア・シュテッティン     | バルティッシェ・フースバルマイスターシャフト1921-1922準優勝       |
| FCヴィクトリア・フォアスト       | ズュートオストドイチェ・フースバルマイスターシャフト1921-1922優勝 |
| SVノルデン＝ノルトヴェスト       | ベルリナー・フースバルマイスターシャフト1921-1922優勝             |
| SpVgg1899ライプツィヒ=リンデナオ | ミッテルドイチェ・フースバルマイスターシャフト1921-1922優勝       |
| ハンブルガーSV                   | ノルトドイチェ・フースバルマイスターシャフト1921-1922優勝         |
| TGアルミニア・ビーレフェルト     | ヴェストドイチェ・フースバルマイスターシャフト1921-1922優勝       |
| FCヴァッカー・ミュンヘン         | ズュートドイチェ・フースバルマイスターシャフト1921-1922優勝       |
| 1.FCニュルンベルク               | 前回王者                                                          |

## 準々決勝
| SpVgg1899ライプツィヒ | 0 – 3 | 1.FCニュルンベルク                  |
| --------------------- | ----- | ----------------------------------- |
|                       |       | ポップ 65分, 69分 · トゥレーク 76分 |

| SVノルデン=ノルトヴェスト | 1 – 0 | FCヴィクトリア・フォルスト |
| ------------------------- | ----- | -------------------------- |
| モンターク 85分           |       |                            |

| ハンブルガーSV                                                 | 5 – 0 | FCティタニア・シュテッティン |
| -------------------------------------------------------------- | ----- | ---------------------------- |
| ハーダー 5分, 25分 · シュナイダー 30分, 60分 · ブロイエル 63分 |       |                              |

| FCヴァッカー・ミュンヘン                                                | 5 – 0 | アルミニア・ビーレフェルト |
| ----------------------------------------------------------------------- | ----- | -------------------------- |
| ゼムラー 9分, 31分, 36分 · シャッファー 50分 (pen.) · ネーバウアー 72分 |       |                            |

## 準決勝
| 1.FCニュルンベルク | 1 – 0 | SVノルデン=ノルトヴェスト |
| ------------------ | ----- | ------------------------- |
| Böß 10分           |       |                           |

| ハンブルガーSV                                               | 4 – 0 | FCヴァッカー・ミュンヘン |
| ------------------------------------------------------------ | ----- | ------------------------ |
| ブロイエル 25分, 32分 · ハーダー 62分 · フローア 65分 (pen.) |       |                          |

## 決勝
| ハンブルガーSV                | 2 – 2 (延長) | 1.FCニュルンベルク            |
| ----------------------------- | ------------ | ----------------------------- |
| ラーフェ 19分 · フローア 86分 | レポート     | トゥレーク 20分 · ポップ 30分 |

| ハンブルガーSV                   |  |                                                   |  |
|                                  |  |                                                   |  |
| GK                               |  | ハンス・マーテンス (サッカー選手)                 |  |
| DF                               |  | アルバート・バイアー (1900年生まれのサッカー選手) |  |
| DF                               |  | グスタフ・シュマーバッハ                          |  |
| MF                               |  | ハンス・フローア                                  |  |
| MF                               |  | アスビョルン・ハルヴォルセン                      |  |
| MF                               |  | ハンス・クローン                                  |  |
| FW                               |  | ヴァルター・コルツェン                            |  |
| FW                               |  | ルートヴィヒ・ブロイエル                          |  |
| FW                               |  | オットー・ハーダー                                |  |
| FW                               |  | カール・シュナイダー (1895年生まれのサッカー選手) |  |
| FW                               |  | ハンス・ラーフェ                                  |  |
| 監督                             |  |                                                   |  |
| アルバート・ウィリアム・ターナー |  |                                                   |  |

| 1．FCニュルンベルク      |  |                                             |  |
|                          |  |                                             |  |
| GK                       |  | ハインリヒ・シュトゥールファウト            |  |
| DF                       |  | グスタフ・バルク                            |  |
| DF                       |  | ミヒャエル・グリューナーヴァルト            |  |
| MF                       |  | エミル・ケップリンガー                      |  |
| MF                       |  | アントン・クーグラー                        |  |
| MF                       |  | カール・リーゲル                            |  |
| FW                       |  | ヴォルフガン・シュトローベル (サッカー選手) |  |
| FW                       |  | ルイトポルト・ポップ                        |  |
| FW                       |  | ヴィリー・ベース                            |  |
| FW                       |  | ハインリヒ・トゥレーク                      |  |
| FW                       |  | ハンス・ズートーア                          |  |
| 監督                     |  |                                             |  |
| イジドア・キュアシュナー |  |                                             |  |

|  |

### 再試合
| ハンブルガーSV    | 1 - 1 (延長) | 1.FCニュルンベルク |
| ----------------- | ------------ | ------------------ |
| シュナイダー 69分 | レポート     | トゥレーク 48分    |

| ハンブルガーSV                   |  |                                                   |
|                                  |  |                                                   |
|                                  |  | ハンス・マーテンス                                |
|                                  |  | アルバート・バイアー (1900年生まれのサッカー選手) |
|                                  |  | ルディ・アークテ                                  |
|                                  |  | ハンス・フローア (サッカー選手)                   |
|                                  |  | ハンス・クローン                                  |
|                                  |  | ヴァルター・コルツェン                            |
|                                  |  | アスビョルン・ハルヴォルセン                      |
|                                  |  | カール・シュナイダー (1895年生まれのサッカー選手) |
|                                  |  | ハンス・ラーフェ                                  |
|                                  |  | オットー・ハーダー                                |
|                                  |  | ルートヴィヒ・ブロイエル                          |
| 監督                             |  |                                                   |
| アルバート・ウィリアム・ターナー |  |                                                   |

| 1. FCニュルンベルク      |  |                                             |       |
|                          |  |                                             |       |
|                          |  | ハインリヒ・シュトゥールファウト            |       |
|                          |  | ルイトポルト・ポップ                        | 105分 |
|                          |  | アントン・クーグラー                        | 75分  |
|                          |  | グスタフ・バルク                            |       |
|                          |  | ライツェンシュタイン (サッカー選手)         |       |
|                          |  | カール・リーゲル                            |       |
|                          |  | エミル・ケップリンガー                      |       |
|                          |  | ハインリヒ・トゥレーク                      | 100分 |
|                          |  | ハンス・ズートア                            |       |
|                          |  | ヴォルフガン・シュトローベル (サッカー選手) |       |
|                          |  | ヴィリー・ベース                            | 18分  |
| 監督                     |  |                                             |       |
| イジドール・キルシュナー |  |                                             |       |

## 得点ランキング[12]
| 選手 | 選手                                              | クラブ                   | 試合数 | 得点数 |
| ---- | ------------------------------------------------- | ------------------------ | ------ | ------ |
| 1.   | ハンス・ゼムラー                                  | FCヴァッカー・ミュンヘン | 1      | 3      |
| 2.   | カール・シュナイダー (1895年生まれのサッカー選手) | ハンブルガーSV           | 3      | 3      |
| 3.   | ルートヴィヒ・ブロイエル                          | ハンブルガーSV           | 4      | 3      |
| 3.   | オットー・ハーダー                                | ハンブルガーSV           | 4      | 3      |
| 3.   | ルイトポルト・ポップ                              | 1. FCニュルンベルク      | 4      | 3      |
| 3.   | ハインリヒ・トレーク                              | 1. FCニュルンベルク      | 4      | 3      |